# Bernhard Hirsch
Bernhard Hirsch (* 1970) ist ein deutscher Wirtschaftswissenschaftler.

## Leben
Er studierte Betriebswirtschaftslehre an der Universität Eichstätt-Ingolstadt und an der Hanken Schwedische Handelshochschule in Helsinki. Nach der Promotion 2005 zum Dr. rer. pol. an der Universität Witten 2000 und der Habilitation 2006 an der WHU – Otto Beisheim School of Management lehrt er seit 2006 als Professor für Controlling an der Universität der Bundeswehr München.

## Schriften (Auswahl)
- Westliche Unternehmen im Dilemma? Eine wirtschaftsethische Analyse von Markt und Menschenrechten in China. Baden-Baden 1997, ISBN 3-7890-4903-4.
- Werte-Controlling. Zur Berücksichtigung von Wertvorstellungen in Unternehmensentscheidungen. Wiesbaden 2002, ISBN 3-8244-7656-8.
- Controlling und Entscheidungen. Zur verhaltenswissenschaftlichen Fundierung des Controllings. Tübingen 2007, ISBN 3-16-149369-9.
- mit Jürgen Weber und Fabienne-Sophie Schäfer: Kennzahlen als Mess- und Steuerungsinstrument in Behörden. Herausforderungen – Praxiserfahrungen – Handlungsempfehlungen. Berlin 2018, ISBN 3-503-17745-0.